# 22 januari
22 januari is de 22ste dag van het jaar in de gregoriaanse kalender. Hierna volgen nog 343 dagen (344 dagen in een schrikkeljaar) tot het einde van het jaar.

## Gebeurtenissen
- Algemeen
  - 205 - Marcus Aurelius Antoninus (Caracalla), oudste zoon van keizer Septimius Severus, slaagt erin om zijn gehate schoonvader Plautianus te beschuldigen van samenzwering. Hij wordt door de pretoriaanse garde gearresteerd en geëxecuteerd. Plautilla, zijn dochter, wordt naar het eiland Lipari verbannen.
  - 1840 - Britse kolonisten komen aan in Nieuw-Zeeland.
  - 2023 - In de Syrische stad Aleppo vallen door het instorten van een wooncomplex zeker 16 doden en 4 gewonden. Volgens de Syrische Democratische Strijdkrachten blokkeert de regering de aanvoer van nieuwe bouwmaterialen.[1]
  - 2024 - De Macchiavelliprijs 2023 wordt toegekend aan Jaap Velema. Velema die burgemeester is van de gemeente Westerwolde, waar ook de plaats Ter Apel met het aanmeldcentrum voor asielzoekers bij hoort, heeft volgens de jury een "heldere en scherpe" communicatie, die "ondanks het zeer gevoelige onderwerp toch niet polariserend is".[2]
- Criminaliteit en veiligheid
  - 2023 - In Monterey Park (Los Angeles County) schiet een man tijdens de viering van het Chinees Nieuwjaar 10 mensen dood en slaat dan op de vlucht.[3]
- Economie
  - 2024 - Het personeel van melkpoeder- en babyvoedingfabrieken van Ausnutria legt het werk de komende dagen neer. Ze uiten hun onvrede over de forse reorganisatie.
- Kunst en cultuur
  - 2013 - Drie Roemenen worden in Boedapest opgepakt voor de roof op de Kunsthal Rotterdam in oktober.
  - 2022 - De band DI-RECT ontvangt op festival Noorderslag in Groningen de Popprijs 2021.[4]
- Gezondheid
  - 2023 - In Kameroen gaat de eerste grootschalige vaccinatiecampagne tegen malaria van start. Het door GSK ontwikkelde RTS S-vaccin moet volgens Amerikaans onderzoek ongeveer 1 op de 3 besmettingen kunnen voorkomen.[5][6]
- Media
  - 1965 - Ondertekening van het Verdrag van Straatsburg waarbij medewerking aan radio-uitzendingen vanuit internationale wateren wordt verboden.
  - 1968 - Première van de musical Jacques Brel is alive and well and living in Paris in New York.
- Oorlog
  - 1645 - Johan Maurits van Nassau-Siegen bezet met zijn broers George Frederik en Hendrik de stad Siegen. Op 15 februari wordt hij door de burgers gehuldigd voor twee derde deel van het graafschap Nassau-Siegen. Het andere deel blijft in bezit van zijn neef Johan Frans Desideratus.
  - 1879 - De Zoeloes verslaan de Britten in de Slag bij Isandlwana.
  - 1944 - De geallieerden beginnen Operatie Shingle met een aanval op de plaats Anzio in Italië.
  - 2014 - In Montreux (Zwitserland) is na drie jaar burgeroorlog een vredesconferentie begonnen over Syrië.
- Politiek
  - 1958 - Resolutie 127 Veiligheidsraad Verenigde Naties betreffende het Arabisch-Israëlisch conflict wordt aangenomen.
  - 1972 - Ondertekening te Brussel van de Verdragen inzake de toetreding van nieuwe leden van de EEG, te weten Denemarken, Groot-Brittannië, Ierland en Noorwegen.
  - 1980 - In de Sovjet-Unie wordt atoomgeleerde en Nobelprijswinnaar Andrej Sacharov gearresteerd. Hij wordt later verbannen naar Gorki.
  - 1991 - Leden van de maoïstische guerrillabeweging Lichtend Pad doden in de buurt van de Peruviaanse stad Ayacucho elf politieagenten en een burger.
  - 1997 - President Boris Jeltsin van Rusland verschijnt onverwacht weer in het Kremlin, vlak voordat het parlement aan een debat zou beginnen over een voorstel om hem af te zetten vanwege zijn slechte gezondheid.
  - 1997 - Een Libisch verkeersvliegtuig vliegt ondanks de sancties van de Verenigde Naties tegen Libië met een regeringsdelegatie naar Ghana.
  - 2000 - Na een staatsgreep tegen zittend president Jamil Mahuad wordt Gustavo Noboa aangewezen als de nieuwe president van Ecuador.
  - 2002 - Georgi Parvanov wordt beëdigd als de eerste democratisch gekozen socialistische president van Bulgarije.
  - 2003 - In Nederland vinden de Tweede Kamerverkiezingen plaats. Het CDA haalt 44 zetels en blijft daarmee de PvdA (42 zetels) net voor.
  - 2013 - Op het Sierra Leone-tribunaal in Leidschendam start het hoger beroep tegen Charles Taylor, de voormalige president van Liberia.
- Sport
  - 1905 - Coen de Koning wint in Groningen het WK schaatsen. Hij is de tweede Nederlandse wereldkampioen na Jaap Eden.
  - 1942 - Sietze de Groot wint de achtste Elfstedentocht.
  - 1997 - Het stadsbestuur van de gemeente Utrecht wijst de bouw af van een nationaal tenniscentrum in de Domstad, tot verdriet van de tennisbond KNLTB.
  - 1998 - Michael Klim verbetert in Sydney tot twee keer toe het wereldrecord op de 100 meter vlinderslag op de kortebaan (25 meter): 51,16 en 51,07.
  - 2000 - Gastland Ghana begint de 22ste editie van het Afrikaans kampioenschap voetbal met een 1-1 gelijkspel tegen Kameroen in het Accra Sports Stadium in Accra.
  - 2014 - Uit handen van Herman Van Rompuy, voorzitter van de Europese Raad, neemt voetballer Thorgan Hazard van Zulte Waregem in de AED Studios in Lint de Belgische Gouden Schoen 2013 in ontvangst.
- Wetenschap en technologie
  - 1984 - De Apple Macintosh wordt geïntroduceerd met een één minuut durende reclamespot tijdens de Amerikaanse Superbowl.
  - 2003 - NASA's Pioneer 10 ruimtevaartuig maakt wegens accuproblemen voor de laatste keer contact met de Aarde. De sonde is ruim 30 jaar operationeel geweest.[7]
  - 2023 - De periodieke komeet 71P/Clark bereikt het perihelium van zijn baan rond de zon tijdens deze verschijning.[8][9]

## Geboren

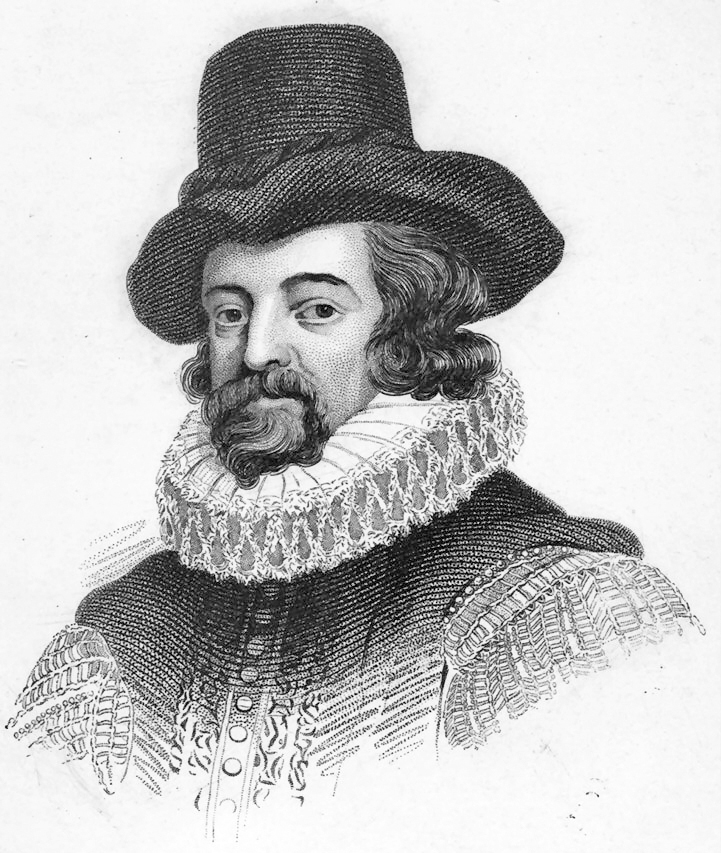
Francis Bacon,
geboren in 1561

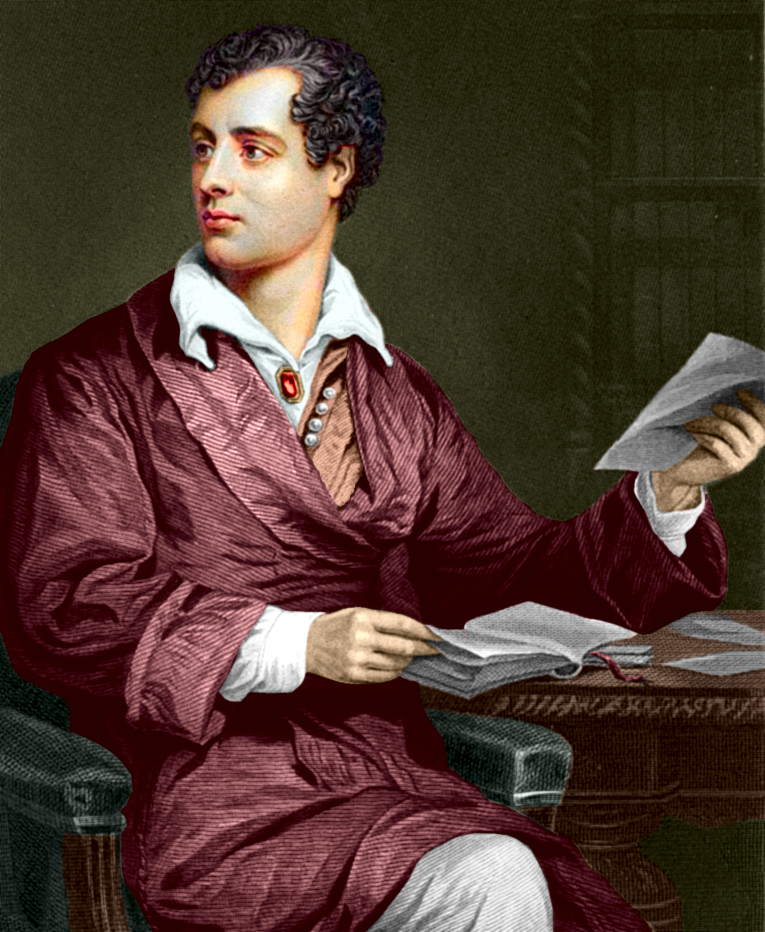
Lord Byron,
geboren in 1788

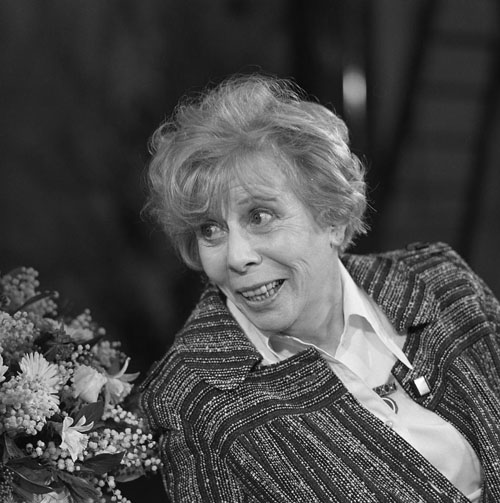
Mary Dresselhuys,
geboren in 1907

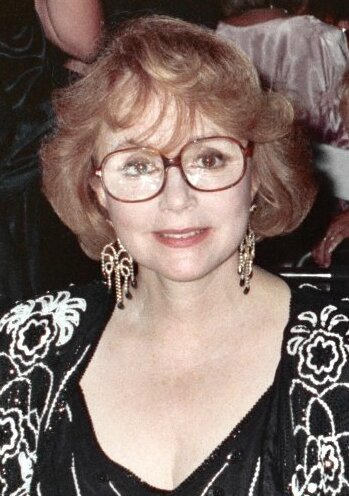
Piper Laurie,
geboren in 1932

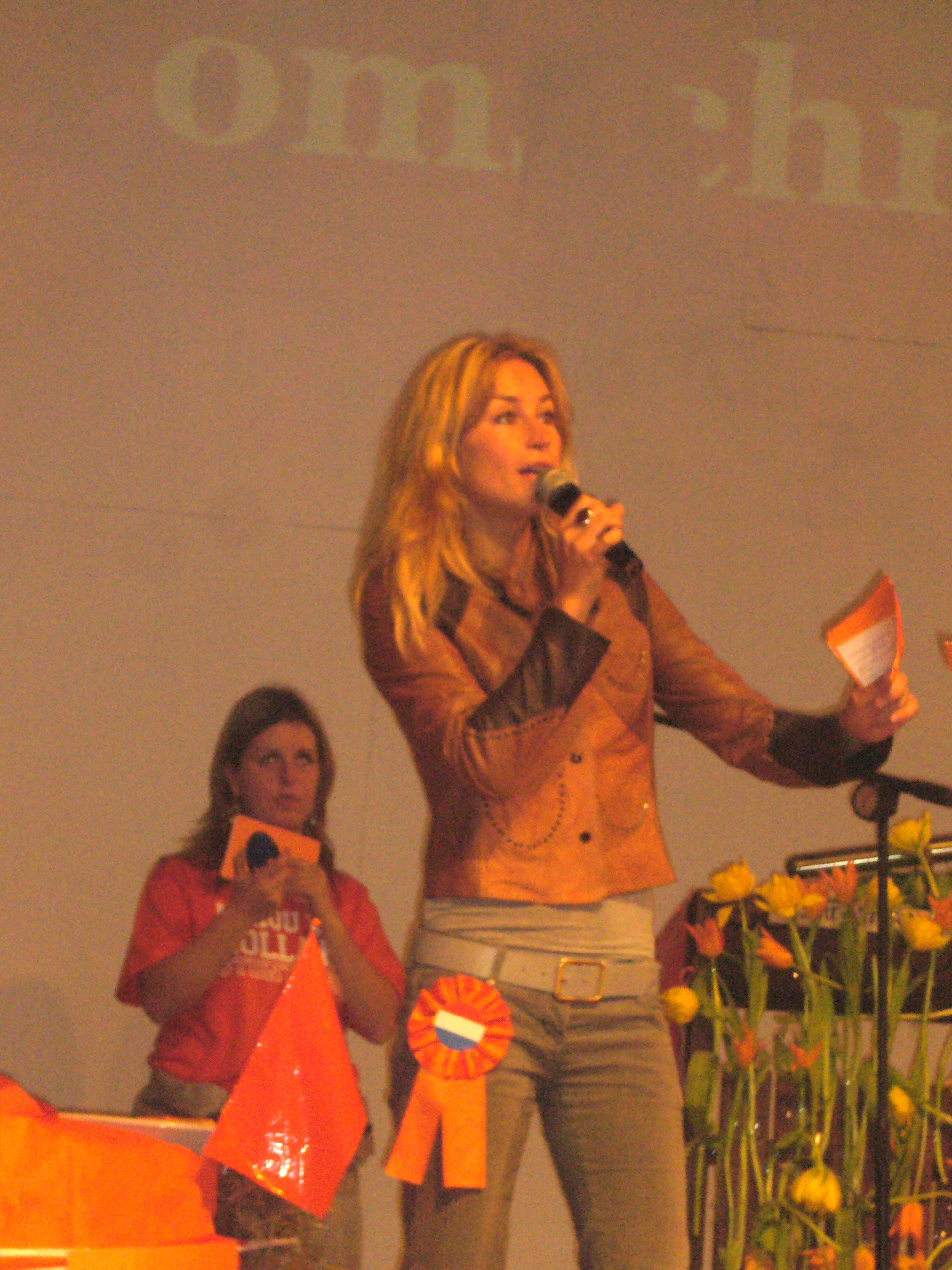
Wendy van Dijk,
geboren in 1971

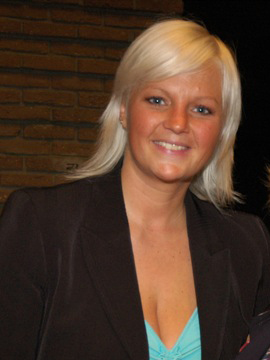
Barbara Dex,
geboren in 1974

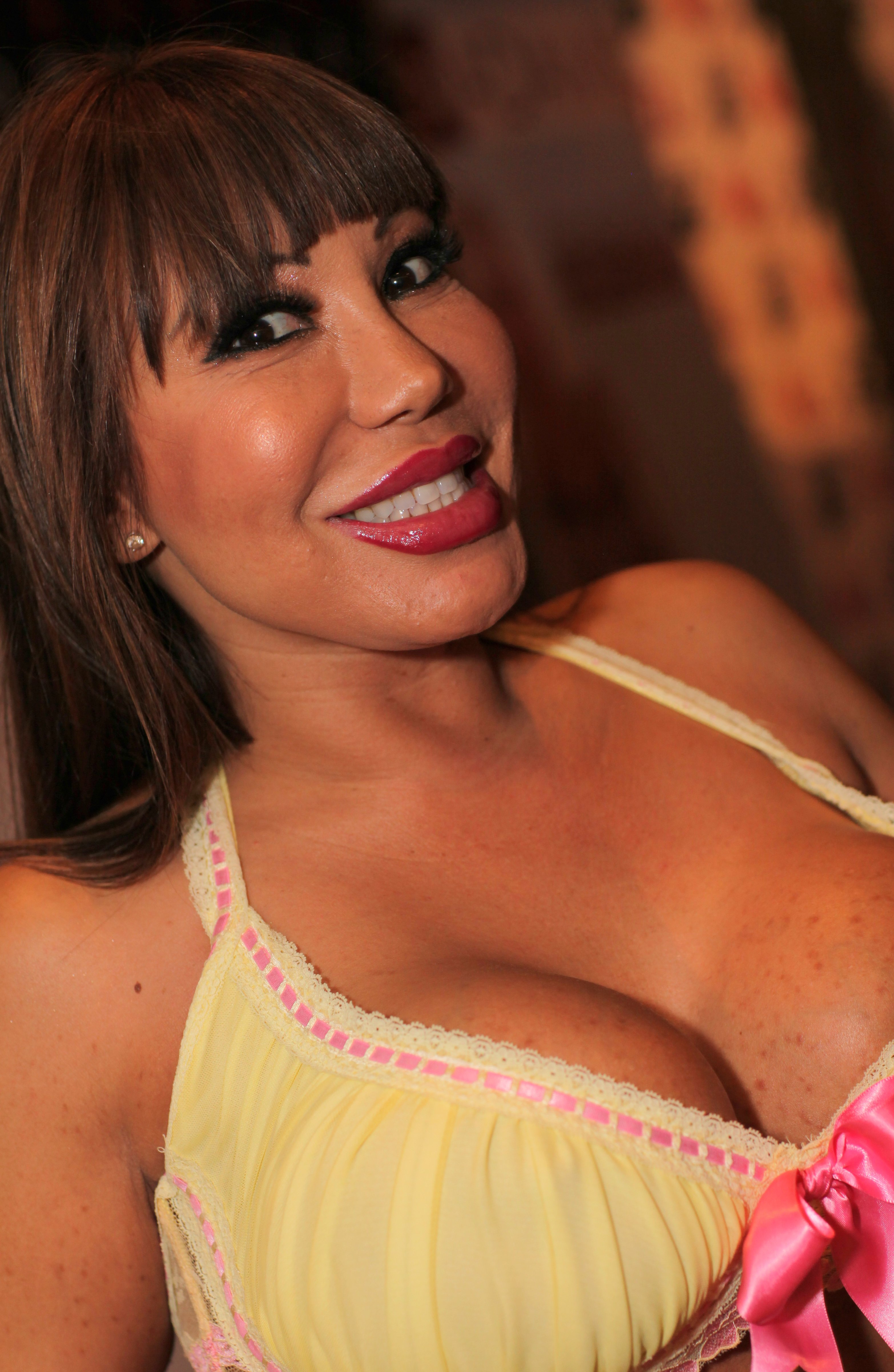
Ava Devine,
geboren in 1974

- 1561 - Francis Bacon, Brits filosoof, wetenschapper en politicus (overleden 1626)
- 1573 - Sebastiaen Vrancx, Vlaams barokschilder, etser en dichter-toneelschrijver (overleden 1647)
- 1592 - Pierre Gassendi, Frans filosoof en wiskundige (overleden 1655)
- 1655 - Geleyn Evertsen, Nederlands zeevaarder (overleden 1721)
- 1729 - Gotthold Ephraim Lessing, Duits schrijver (overleden 1781)
- 1788 - Lord Byron, Engels dichter (overleden 1824)
- 1793 - Caspar Reuvens, Nederlands hoogleraar archeologie (overleden 1835)
- 1802 - Gerrit Simons, Nederlands politicus (overleden 1868)
- 1822 - Pierre Vincent Bets, Vlaams schrijver (overleden 1897)
- 1848 - Samuel Muller Fz, Nederlands archivaris, geschiedschrijver en museumdirecteur (overleden 1922)
- 1849 - August Strindberg, Zweeds schrijver (overleden 1912)
- 1853 - Francis Hagerup, Noors politicus (overleden 1921)
- 1860 - Ananias Diokno, Filipijns generaal (overleden 1922)
- 1867 - Gisela Januszewska, Oostenrijkse arts (overleden 1943)
- 1872 - Frans Wittemans, Belgisch advocaat (overleden 1963)
- 1875 - D.W. Griffith, Amerikaans filmregisseur (overleden 1948)
- 1884 - Jan Feitsma, Nederlands procureur-generaal (overleden 1945)
- 1889 - Harry Hawker, Australisch vliegtuigontwerper en testpiloot (overleden 1921)
- 1889 - Henri Pélissier, Frans wielrenner (overleden 1935)
- 1890 - Henk van Leeuwen van Oudewater, Nederlands kunstschilder en tekenaar (overleden 1972)
- 1892 - Marcel Dassault, Frans industrieel en vliegtuigconstructeur (overleden 1986)
- 1895 - Eva Taylor, Amerikaans blues- en jazzzangeres en vaudeville-ster (overleden 1977)
- 1896 - Norman Thomas Gilroy, Australisch kardinaal-aartsbisschop van Sydney (overleden 1977)
- 1898 - Hans Van Werveke, Vlaams historicus (overleden 1974)
- 1900 - Ernst Busch, Duits zanger, toneelspeler en regisseur (overleden 1980)
- 1900 - Lodovico di Caporiacco, Italiaans arachnoloog (overleden 1951)
- 1900 - René Pellarin, Frans stripauteur (overleden 1998)
- 1904 - Carolina Henriette MacGillavry, Nederlands scheikundige en kristallografe (overleden 1993)
- 1907 - Mary Dresselhuys, Nederlands actrice (overleden 2004)
- 1908 - Lev Landau, Sovjet-Russisch natuurkundige en Nobelprijswinnaar (overleden 1968)
- 1909 - Martha Norelius, Amerikaans zwemster (overleden 1955)
- 1909 - U Thant, Birmees secretaris-generaal van de Verenigde Naties (overleden 1974)
- 1913 - Henry Bauchau, Belgisch Franstalig schrijver (overleden 2012)
- 1916 - Hans-Hartwig Trojer, Duits militair (overleden 1943)
- 1917 - Herwig Hensen, Vlaams dichter en schrijver (overleden 1989)
- 1918 - Elmer Lach, Canadees ijshockeyspeler (overleden 2015)
- 1919 - Peter Bernstein, Amerikaans econoom, financieel historicus en beleggingsspecialist (overleden 2009)
- 1920 - Sir Alf Ramsey, Engels voetbalcoach (overleden 1999)
- 1922 - Artemio Franchi, Italiaans voetbalbestuurder (overleden 1983)
- 1922 - Rebel Randall, Amerikaans model en actrice (overleden 2010)
- 1923 - Diana Dill, Amerikaans actrice (overleden 2015)
- 1924 - Ján Chryzostom Korec, Slowaaks kardinaal (overleden 2015)
- 1925 - Katherine MacLean, Amerikaans schrijfster van sciencefiction (overleden 2019)
- 1925 - Verti Dixon, Nederlands omroepster (overleden 1969)
- 1926 - Aurèle Nicolet, Zwitsers fluitist/muziekpedagoog (overleden 2016)
- 1930 - Henk Couprie, Nederlands politicus en militair (overleden 2024)
- 1931 - Louis Oeyen, Belgisch politicus (overleden 2007)
- 1931 - Galina Zybina, Russisch atlete (overleden 2024)
- 1932 - Piper Laurie, Amerikaans actrice (overleden 2023)
- 1932 - Gerard Nijenhuis, Nederlands schrijver en dichter (overleden 2023)
- 1933 - Joeri Tsjesnokov, Russisch volleyballer (overleden 2010)
- 1935 - Seymour Cassel, Amerikaans acteur (overleden 2019)
- 1936 - Alan Heeger, Amerikaans scheikundige, natuurkundige en Nobelprijswinnaar
- 1937 - Edén Pastora, Nicaraguaans guerrillastrijder en politicus (overleden 2020)
- 1937 - Arie Ribbens, Nederlands zanger (overleden 2021)
- 1939 - Alfredo Palacio, president van Ecuador (overleden 2025)
- 1939 - Jacques Thönissen, Nederlands schrijver (overleden 2023)
- 1940 - John Hurt, Brits acteur (overleden 2017)
- 1941 - Jaan Kaplinski, Estisch schrijver, vertaler en filosoof (overleden 2021)
- 1942 - Gerard Unger, Nederlands letterontwerper (overleden 2018)
- 1945 - Fred Bellefroid, Belgisch beeldhouwer (overleden 2022)
- 1945 - Jean-Pierre Nicolas, Frans rallyrijder
- 1945 - Christoph Schönborn, Oostenrijks kardinaal-aartsbisschop van Wenen
- 1945 - Paul Van Zummeren, Vlaams journalist en schrijver (overleden 2002)
- 1946 - Malcolm McLaren, Engels kunstenaar, impresario, muziekproducent en muzikant (overleden 2010)
- 1949 - Phil Miller, Brits gitarist (overleden 2017)
- 1949 - Steve Perry, Amerikaans zanger en liedjesschrijver van Journey
- 1951 - Ondrej Nepela, Slowaaks kunstschaatser (overleden 1989)
- 1952 - Carel Copier, Nederlands drummer (overleden 2024)
- 1952 - Karen Moe, Amerikaans zwemster
- 1953 - Jim Jarmusch, Amerikaans filmregisseur
- 1953 - Jürgen Pommerenke, Oost-Duits voetballer
- 1954 - Werner Mory, Belgisch atleet
- 1955 - Marloes Krijnen, Nederlands politicoloog en museumdirecteur
- 1955 - John Wesley Shipp, Amerikaans acteur
- 1959 - Linda Blair, Amerikaans actrice
- 1959 - Rob McDonald, Engels voetballer en voetbalcoach
- 1959 - Urs Meier, Zwitsers voetbalscheidsrechter
- 1960 - Michael Hutchence, Australisch zanger (overleden 1997)
- 1960 - Markos Kyprianou, Cypriotisch politicus
- 1961 - Eddy Hellebuyck, Belgisch/Amerikaans atleet
- 1961 - Daniel Johnston, Amerikaans muzikant en illustrator (overleden 2019)
- 1963 - Andrei Tchmil, Moldavisch-Belgisch wielrenner, politicus en ploegmanager
- 1965 - DJ Jazzy Jeff, Amerikaans hiphopartiest en -producer
- 1965 - Diane Lane, Amerikaans actrice
- 1965 - Chintara Sukapatana, Thais actrice
- 1966 - Anja Freese, Duits actrice
- 1966 - Marie-José de Groot, Nederlands roeister
- 1966 - Peter van Onna, Nederlands componist
- 1967 - Nick Gillingham, Brits zwemmer
- 1967 - Nadezjda Rjasjkina, Sovjet-Russisch/Russisch atlete
- 1968 - Frank Lebœuf, Frans voetballer
- 1968 - Mauricio Serna, Colombiaans voetballer
- 1969 - Olivia d'Abo, Brits actrice, zangeres en liedschrijfster
- 1969 - Svetlana Moskalets, Russisch atlete
- 1970 - Abraham Olano, Spaans wielrenner
- 1971 - Stan Collymore, Engels voetballer
- 1971 - Wendy van Dijk, Nederlands televisiepresentatrice
- 1971 - Ellen Elzerman, Nederlands zwemster
- 1972 - Didier Dheedene, Belgisch voetballer
- 1972 - Gonzalo Rodríguez, Uruguayaans autocoureur (overleden 1999)
- 1973 - Rogério Ceni, Braziliaans voetbaldoelman
- 1973 - Saïd Larossi, Nederlands voetballer
- 1973 - Deon Minor, Amerikaans atleet
- 1974 - Ava Devine, Amerikaans pornoactrice
- 1974 - Barbara Dex, Vlaams zangeres
- 1975 - Balthazar Getty, Amerikaans acteur
- 1976 - Stefan van Dijk, Nederlands wielrenner
- 1978 - Delphine Lecompte, Vlaams dichteres
- 1978 - Ben Quintelier, Belgisch atleet
- 1979 - Svein Oddvar Moen, Noors voetbalscheidsrechter
- 1980 - Christopher Masterson, Amerikaans acteur
- 1980 - Jonathan Woodgate, Engels voetballer
- 1981 - Beverley Mitchell, Amerikaans actrice en countryzangeres
- 1981 - Ben Moody, Amerikaans gitarist
- 1981 - Richard Pert, Brits schaker
- 1982 - Liane Bahler, Duits wielrenster (overleden 2007)
- 1982 - Menno Geelen, Nederlands sportbestuurder
- 1982 - Martin Koch, Oostenrijks schansspringer
- 1983 - Étienne Bacrot, Frans schaker
- 1983 - Wendy Smits, Nederlands handbalster (overleden 2022)
- 1984 - Dennis Kimetto, Keniaans atleet
- 1984 - Maceo Rigters, Nederlands voetballer
- 1984 - Elise Tamaëla, Nederlands tennisster
- 1985 - Ben Hanley, Brits autocoureur
- 1985 - Brian Mariano, Nederlands atleet
- 1985 - Orianthi, Australisch singer-songwriter en gitariste
- 1985 - Maarten Tordoir, Belgisch voetballer
- 1986 - Adrián Ramos, Colombiaans voetballer
- 1987 - Astrid Jacobsen, Noors langlaufster
- 1987 - Anne Kuik, Nederlands politica
- 1987 - Shane Long, Iers voetballer
- 1988 - Eline De Munck, Vlaams actrice
- 1988 - Marcel Schmelzer, Duits voetballer
- 1988 - Joeri Verlinden, Nederlands zwemmer
- 1989 - Lu Ying, Chinees zwemster
- 1990 - Alizé Cornet, Frans tennisster
- 1991 - Yann Cunha, Braziliaans autocoureur
- 1991 - Alex MacDowall, Brits autocoureur
- 1991 - Elizabeth Simmonds, Brits zwemster
- 1992 - Sindre Bjørnestad Skar, Noors langlaufer
- 1993 - Netta Barzilai, Israëlisch zangeres
- 1993 - Rio Haryanto, Indonesisch autocoureur
- 1995 - Jessie Jazz Vuijk, Nederlands model
- 1996 - Jana Kirpitsjenko, Russisch langlaufster
- 1997 - Valentina Bergamaschi, Italiaans voetbalster
- 1998 - Justin Bijlow, Nederlandse voetballer
- 1999 - Vladimir Atojev, Russisch autocoureur
- 2001 - Alice Griffiths, Welsh voetbalster
- 2001 - Sjoeke Nüsken, Duits voetbalster
- 2002 - Caitlin Clark, Amerikaans basketballer
- 2004 - Jenning de Boo, Nederlands langebaanschaatser
- 2005 - Merel Maes, Belgisch atlete
- 2006 - Elizabeth Lemley, Amerikaans freestyleskiester
- 2006 - Jasmijn van Uden, Nederlands voetbalster

## Overleden

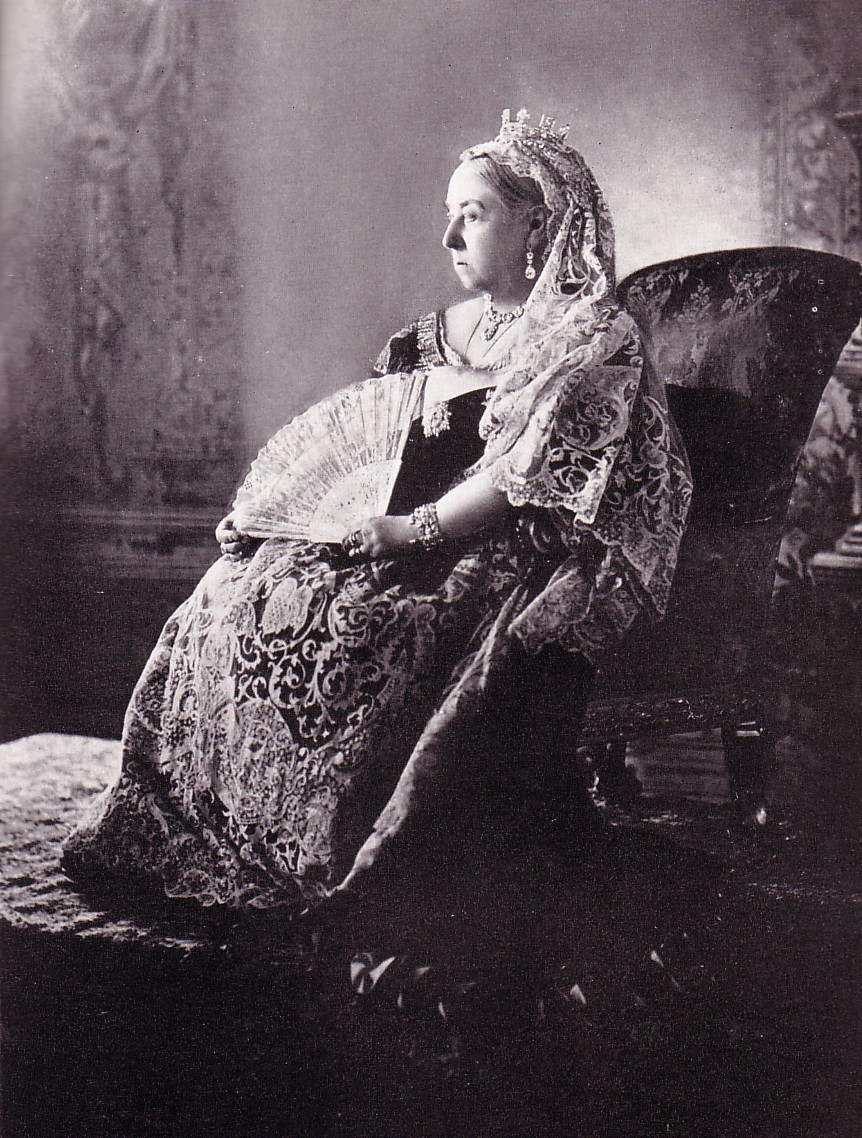
Victoria,
overleden in 1901

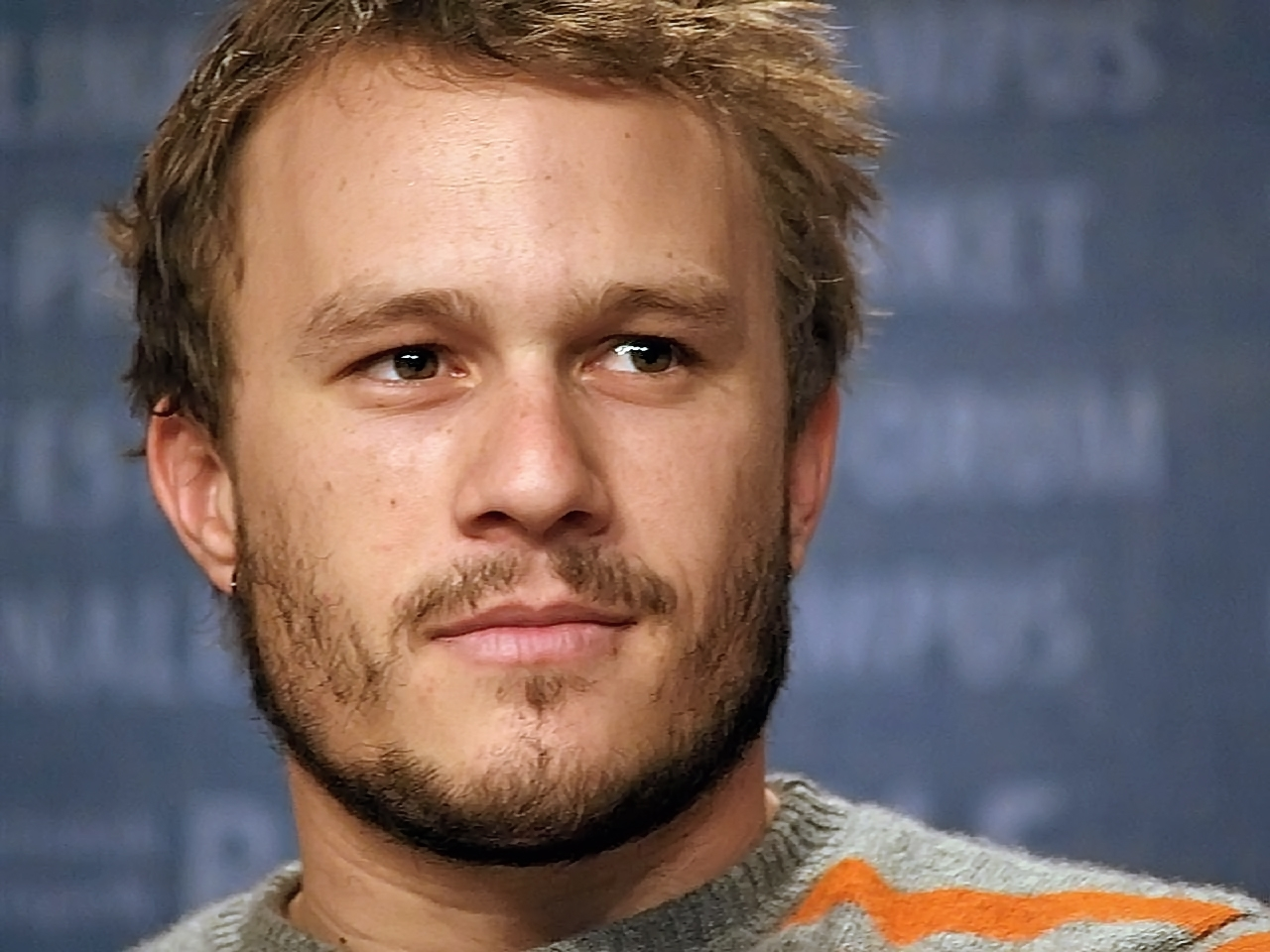
Heath Ledger,
overleden in 2008

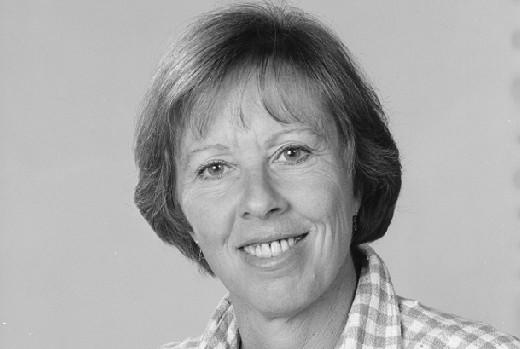
Ellen Blazer,
overleden in 2013

- 1536 - Jan van Leiden (ca. 27), Nederlands prediker
- 1592 - Elisabeth van Habsburg (37), dochter van keizer Maximiliaan II en koningin van Frankrijk
- 1666 - Shah Jahan (74), Mogul Keizer van India
- 1700 - Wilhelmina Christina van Nassau-Siegen (70), Duits gravin
- 1744 - Pierre Lepautre (84), Frans beeldhouwer
- 1825 - Cornelius Devynck (55), Belgisch politicus
- 1840 - Johann Friedrich Blumenbach (87), Duits antropoloog
- 1869 - Leopold (9), kroonprins van België
- 1893 - Vinzenz Lachner (81), Duits componist en dirigent
- 1894 - Hendrik Beyaert (70), Belgisch architect
- 1900 - David E. Hughes (68), Brits-Amerikaans uitvinder en musicus
- 1901 - Koningin Victoria (81), koningin van het Verenigd Koninkrijk van 1837 tot 1901
- 1914 - Mariano Trias (45), Filipijns revolutionair generaal
- 1922 - Paus Benedictus XV (67)
- 1929 - Cornelis Lely (74), Nederlands ingenieur, waterbouwkundige, minister, gouverneur en politicus
- 1930 - Stephen Mather (62), Amerikaans industrieel en natuurbeschermer
- 1939 - Peder Østlund (66), Noors schaatser
- 1945 - Else Lasker-Schüler (75), Duits schrijfster
- 1946 - Hendrik Jan Verbeek (70), Nederlands jurist en burgemeester
- 1951 - Charles Nessler (78), Duits-Amerikaanse uitvinder en kapper
- 1952 - Andres Luna de San Pedro (64), Filipijns architect
- 1954 - Cor Wezepoel (57), Nederlands atleet
- 1955 - Jonni Myyrä (62), Fins atleet
- 1957 - Claire Waldoff (72), Duitse zangeres
- 1959 - Mike Hawthorn (29), Brits autocoureur
- 1959 - Else Mauhs (73), Duits-Nederlands actrice
- 1963 - William Godfrey (73), Engels kardinaal-aartsbisschop van Westminster
- 1968 - Duke Kahanamoku (77), Amerikaans zwemmer
- 1973 - Lyndon B. Johnson (64), president van de Verenigde Staten
- 1975 - Klaas Voskuil (79), Nederlands journalist
- 1982 - Eduardo Frei Montalva (71), Chileens politicus
- 1990 - Mariano Rumor (74), Italiaans politicus, voormalig eerste minister van Italië
- 1990 - Roman Vishniac (92), Russisch-Amerikaans fotograaf
- 1993 - Alexander Bodon (86), Nederlands architect
- 1993 - Maria Vlamijnck (75), Belgisch schrijfster
- 1994 - Telly Savalas (72), Grieks-Amerikaans acteur
- 1995 - Rose Fitzgerald Kennedy (104), moeder van president John F. Kennedy
- 1996 - Bill Cantrell (87), Amerikaans autocoureur
- 1996 - Ger Lugtenburg (73), Nederlands programmamaker
- 2005 - Consuelo Velázquez (80), Mexicaans componiste
- 2006 - Rick van der Linden (59), Nederlands musicus
- 2007 - Toulo de Graffenried (92), Zwitsers autocoureur
- 2007 - Tin Moe (73), Myanmarees dichter
- 2007 - Elizaphan Ntakirutimana (82), Rwandees predikant en (oorlogs)misdadiger
- 2007 - Abbé Pierre (94), Frans priester, verzetsstrijder en politicus
- 2008 - Agnes de Haas (70), Nederlands schrijfster
- 2008 - Heath Ledger (28), Australisch acteur
- 2009 - Clément Pinault (23), Frans voetballer
- 2009 - Dick Poons (68), Nederlands dichter-zanger en programmamaker
- 2010 - Jean Simmons (80), Engels-Amerikaans actrice
- 2012 - Rita Gorr (85), Belgisch mezzosopraan
- 2012 - Ton Lutgerink (65), Nederlands danser en choreograaf
- 2013 - Ellen Blazer (81), Nederlands regisseur, producente, documentairemaakster en eindredactrice
- 2014 - François Deguelt (81), Frans zanger
- 2017 - Giovanni Corrieri (96), Italiaans wielrenner
- 2017 - Lisbeth Korsmo (69), Noors schaatsster
- 2017 - Jaki Liebezeit (78), Duits drummer
- 2018 - Jan Buursink (82), Nederlands hoogleraar
- 2018 - Ralph van Furth (88), Nederlands hoogleraar
- 2018 - Reinier Kreijermaat (82), Nederlands voetballer
- 2018 - Ursula Le Guin (88), Amerikaans schrijfster
- 2018 - Hans de Wit (71), Nederlands hoogleraar
- 2019 - Koos Andriessen (90), Nederlands politicus
- 2019 - Charles Vandenhove (91), Belgisch architect
- 2020 - Jan Piket (94), Nederlands geograaf en cartograaf
- 2021 - Hank Aaron (86), Amerikaans honkballer
- 2021 - Rob Cerneüs (77), Nederlands beeldhouwer
- 2021 - Ot Louw (75), Nederlands filmeditor
- 2021 - James Purify (76), Amerikaans soulzanger
- 2021 - Luton Shelton (35), Jamaicaans voetballer
- 2021 - Jaak Vissenaken (84), Belgisch acteur, regisseur en scenarist
- 2022 - Thích Nhất Hạnh (95), Vietnamees monnik, vredesactivist, dichter en schrijver
- 2022 - Ellen Laan (59), Nederlands seksuoloog en psycholoog
- 2022 - Robin Sarstedt (78), Brits zanger
- 2023 - Easley Blackwood (89), Amerikaans componist, musicoloog en pianist
- 2023 - Corrie de Boer (90), Nederlands kunstenares
- 2023 - Lenie de Nijs (83), Nederlands zwemster
- 2024 - Gary Graham (73), Amerikaans acteur
- 2024 - Elias Leyds (Pater Elias) (65), Nederlands pater
- 2024 - Arno Allan Penzias (90), Amerikaans natuurkundige en Nobelprijswinnaar
- 2024 - Anatolij Polivoda (76), Oekraïens basketbalspeler
- 2024 - Luigi Riva (79), Italiaans voetballer
- 2025 - Wim van Elk (87), Nederlands politicus
- 2025 - Johan Slager (78), Nederlands gitarist
- 2025 - Gabriel Yacoub (72), Frans muzikant, liedjesschrijver en beeldend kunstenaar

## Viering/herdenking
- Rooms-katholieke kalender:

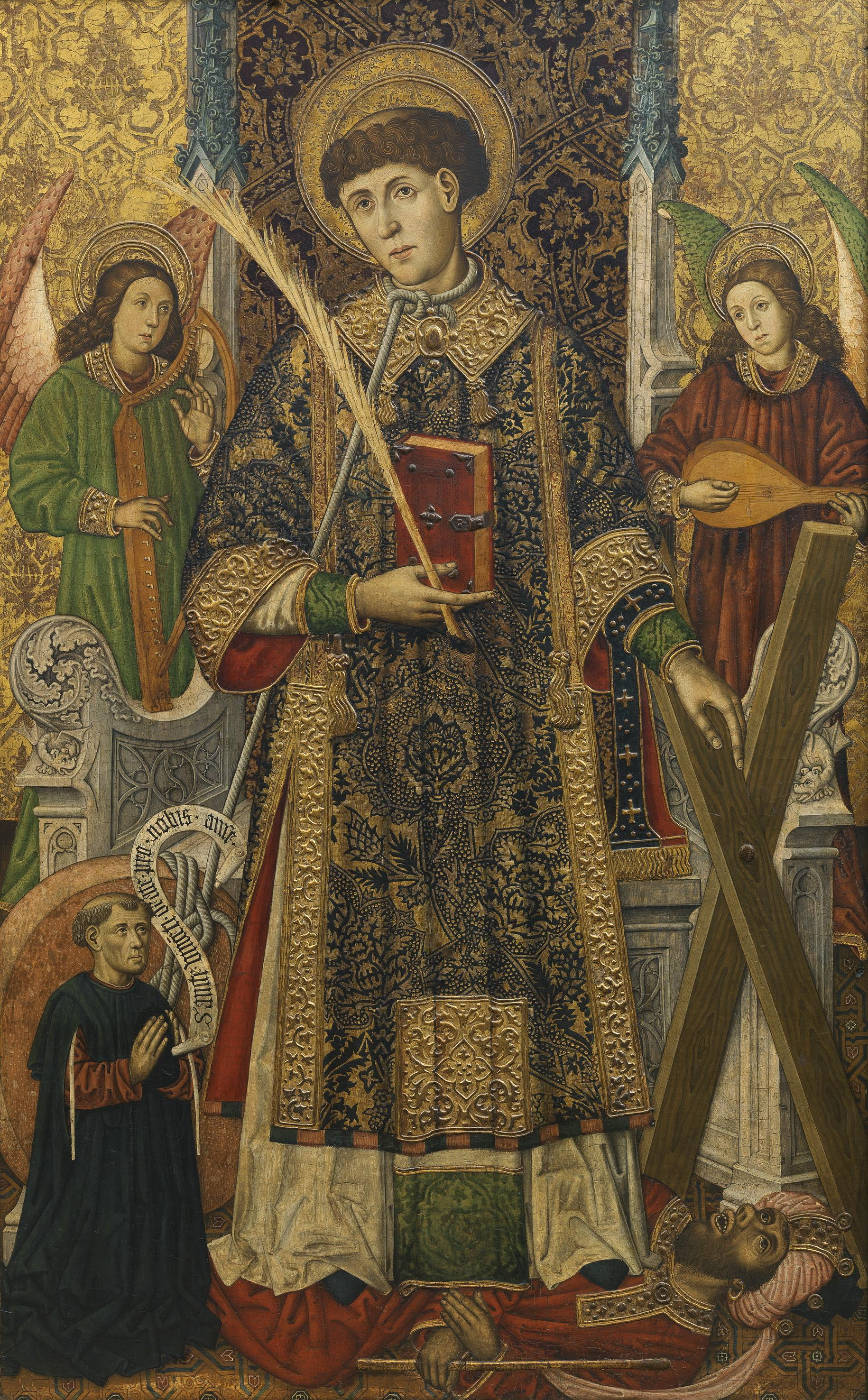
H. Vincentius van Zaragoza

  - Heilige Vincent van Valencia († c. 304) - Vrije Gedachtenis
  - Heilige Gaudentius van Novara († 418)
  - Heilige Vincenzo Pallotti († 1850)
  - Heilige Anastasius van Perzië († 628)
  - Heilige Bernard (van Vienne) († 842)
  - Zalige Laura Vicuna († 1904)
  - Zalige Walter van Bierbeek († 1224)
  - Zalige Walter van Zande († 1307)

## Weerextremen

### Nederland
| | Officiële records | Officiële records | Officiële records |      | Landelijke records | Landelijke records | Landelijke records |
| Gebeurtenis | Jaar              | Extreem           | Locatie           | Jaar | Extreem            | Locatie            |                    |
| --- | ----------------- | ----------------- | ----------------- | ---- | ------------------ | ------------------ | ------------------ |
| Laagste etmaalgemiddelde temperatuur (°C) | 1942              | −13,6             | De Bilt           |      | 1940               | −14,8              | Maastricht         |
| Hoogste etmaalgemiddelde temperatuur (°C) | 1959, 2024        | 9,6               | De Bilt           |      | 1918, 1993         | 10,7               | Maastricht         |
| Laagste minimumtemperatuur (°C) | 1942              | −16,1             | De Bilt           |      | 1963               | −19,2              | Leeuwarden         |
| Hoogste minimumtemperatuur (°C) | 1990              | 7,7               | De Bilt           |      | 2024               | 8,3                | Ell                |
| Laagste maximumtemperatuur (°C) | 1942              | −9,8              | De Bilt           |      | 1940               | −12,3              | Maastricht         |
| Hoogste maximumtemperatuur (°C) | 1918, 1993        | 12,2              | De Bilt           |      | 1918               | 13,7               | Maastricht         |
| Hoogste uurgemiddelde windsnelheid (m/s) | 1956, 1959        | 15,4              | De Bilt           |      | 1995               | 23,7               | Vlissingen         |
| Hoogste windstoot (m/s) | 1956              | 29,3              | De Bilt           |      | 1995               | 32,9               | Valkenburg ZH      |
| Langste zonneschijnduur (uur) | 1906, 2017        | 7,5               | De Bilt           |      | 1992               | 7,8                | Westdorpe          |
| Langste neerslagduur (uur) | 1988              | 11,6              | De Bilt           |      | 1994               | 17,9               | Gilze-Rijen        |
| Hoogste etmaalsom van de neerslag (mm) | 1995              | 18,2              | De Bilt           |      | 1995               | 34,0               | Eelde              |
| Laagste etmaalgemiddelde relatieve vochtigheid (%) | 1907              | 63                | De Bilt           |      | 1942               | 60                 | De Kooy            |
| Laagste uurwaarde luchtdruk op zeeniveau (hPa) | 1995              | 977,5             | De Bilt           |      | 1995               | 974,6              | Eelde              |
| Hoogste uurwaarde luchtdruk op zeeniveau (hPa) | 1907              | 1046,4            | De Bilt           |      | 1907               | 1051,1             | Eelde              |
| Officiële records worden altijd gemeten op het KNMI-weerstation in De Bilt. Landelijke records kunnen worden gemeten op elk officieel KNMI-weerstation in Nederland. |                   |                   |                   |      |                    |                    |                    |

Uitzonderlijke gebeurtenissen
- 2017 - Officieel laagste minimumtemperatuur in °C van het jaar gemeten in De Bilt: −7,4
- 2024 - Officieel hoogste windstoot in m/s van januari dit jaar gemeten in De Bilt: 22,0 (voorlopig). Samen met 2 en 24 januari

### België
Dagrecords
- 1942 - Laagste etmaalgemiddelde temperatuur −13,4 °C
- 1943 - Hoogste etmaalgemiddelde temperatuur 10,9 °C
- 1942 - Laagste minimumtemperatuur −17,9 °C[12]
- 1943 - Hoogste maximumtemperatuur 13,5 °C
- 1995 - Hoogste etmaalsom van de neerslag 21 mm

Uitzonderlijke gebeurtenissen
- 1995 - Vooral in het Maasbekken zijn er overstromingen vanwege de overvloedige regenval in deze maand.

<< · 1 · 2 · 3 · 4 · 5 · 6 · 7 · 8 · 9 · 10 · 11 · 12 · 13 · 14 · 15 · 16 · 17 · 18 · 19 · 20 · 21 · 22 · 23 · 24 · 25 · 26 · 27 · 28 · 29 · 30 · 31 · >>